# Código MS43
El código MS43 es un tipo de código en línea para la transmisión de señales digitales en banda base. Las codificaciones bipolar y PST usan un código ternario para transmitir datos binarios, pero ellos no logran un buen aprovechamiento en la tasa de información transmitida. Por ejemplo, un código ternario de ocho elementos es capaz de representar 3 ^ 8 = 6.561 códigos diferentes. En contraste un código binario de ocho elementos produce sólo 2 ^ 8 = 256 códigos diferentes.
En el caso del código MS43 cuatro dígitos binarios se codifican para dar una secuencia ternaria de tres dígitos. Sin embargo más de dos modos de codificación pueden ser seleccionados. Dado que las palabras binarias de cuatro bits sólo requieren 16 de las 27 posibles palabras del código ternario de tres dígitos, existe una cierta flexibilidad en la selección de los códigos ternarios.

## Diagrama de transición
El código MS43 es utilizado para velocidades de transmisión de 34 y 140 Mbit/s sobre línea física. Aunque el código MS43 es más complejo circuitalmente que otros códigos, por ejemplo, el código 4B3T, ofrece ventajas con respecto a jitter y a los errores causados por pérdida ocasional de la temporización.
Es usado para transmitir la señal ISDN sobre un par de 0,65 mm de diámetro y de 150 ohm de impedancia hasta una distancia de 8 km (12,5 km sobre 0,8 mm). El nivel de salida es de 2 Vp (±10%) y el rango de ecualización normalizado por ETSI es 50 dB.
La tabla de codificación tiene 4 posibilidades. Para mantener la componente de corriente continua en un mínimo se cambia de una a otra equilibrando la cantidad de símbolos positivos (+) y negativos (-). En cada código de cada columna se dispone de un número que indica a que columna se debe pasar en el próximo paso de codificación.
Está prevista la aleatorización de los datos con el propósito de mantener en línea una buena componente de información de temporización. En este caso el polinomio generador de aleatorización es distinto en uno y otro sentido de transmisión. Desde el LTU se usa X23+X5+1 y desde el NT se usa el X23+X18+1. De esta forma se pretende evitar la correlación entre ambas señal por posibles diafonías.
Durante el tiempo que el usuario se encuentra en reposo el terminal de red NT se encuentra en un estado de bajo consumo. La activación del NT consiste en una ráfaga de un tono de 7,5 kHz. Como la frecuencia en línea es de 120 kBd un tono de dicha frecuencia se logra con una secuencia de 8 (+) y 8 (-) consecutivos.